# Totem (álbum)
Totem es el duodécimo álbum de estudio de la banda brasileña-estadounidense de groove metal Soulfly. Fue lanzado el 5 de agosto de 2022 a través de Nuclear Blast Records y fue producido por Josh Wilbur. Es el primer álbum desde 2002 que no cuenta con el guitarrista principal de larga trayectoria Marc Rizzo, quien se separó de la banda en 2021. El productor del álbum, Arthur Rizk, John Powers y Chris Ulsh contribuyeron con solos de guitarra.

## Lista de canciones
| N.º | Título                                                                             | Duración |  |
| 1.  | «Superstition»                                                                     | 3:14     |  |
| 2.  | «Scouring the Vile» (con John Tardy de Obituary)                                   | 2:51     |  |
| 3.  | «Filth Upon Filth»                                                                 | 2:53     |  |
| 4.  | «Rot in Pain»                                                                      | 2:47     |  |
| 5.  | «The Damage Done»                                                                  | 3:58     |  |
| 6.  | «Totem»                                                                            | 5:31     |  |
| 7.  | «Ancestors» (con John Powers)                                                      | 3:09     |  |
| 8.  | «Ecstasy of Gold» (con John Powers)                                                | 3:36     |  |
| 9.  | «Soulfly XII» (Instrumental)                                                       | 2:34     |  |
| 10. | «Spirit Animal» (con Chris Ulsh, Hornsman Coyote, Richie Cavalera & Leya Cavalera) | 9:32     |  |

## Posicionamiento en lista
| Lista (2022)                         | Posición |
| ------------------------------------ | -------- |
| Alemania (Offizielle Top 100)        | 17       |
| Australian Digital Albums (ARIA)     | 19       |
| Austria (Ö3 Austria)                 | 25       |
| Bélgica (Ultratop Flandes)           | 187      |
| Bélgica (Ultratop Valonia)           | 61       |
| Polonia (ZPAV)                       | 36       |
| Escocia (Scottish Albums Chart)      | 32       |
| Suiza (Schweizer Hitparade)          | 21       |
| Reino Unido (UK Album Downloads)     | 40       |
| Reino Unido (UK Independent Albums)  | 6        |
| Reino Unido (UK Rock & Metal Albums) | 5        |

## Personal
Soulfly
- Max Cavalera - voz, guitarra rítmica
- Zyon Cavalera – batería, percusión brasileña
- Mike León – bajo